# Pośrednia Grań
Pośrednia Grań (słow. Prostredný hrot, Stredohrot, niem. Mittelgrat, węg. Közép-orom) – najwyższy szczyt (2439 m n.p.m., według wcześniejszych pomiarów 2440 lub 2441 m) w bocznej grani tatrzańskiej, która odchodzi z Małego Lodowego Szczytu ku południowemu wschodowi. Ma dwa wyraźne wierzchołki: główny południowo-wschodni oraz niższy (2412 m) północno-zachodni, nazywany Małą Pośrednią Granią (Malý hrot). Rozdziela je Wyżnia Pośrednia Przełączka (Vyšná štrbina v Prostrednom). Od Żółtego Szczytu (Žltá veža) na północnym zachodzie masyw Pośredniej Grani oddzielony jest Pośrednią Przełęczą (Sedlo za Prostredným), a od Ciemniastej Turni (Chmúrna veža) na południowym wschodzie – Ciemniastym Przechodem (Sedlo pred Prostredným). Na północnym wschodzie do stoków Pośredniej Grani przyrośnięta jest krótka grańka zakończona popularną wśród taterników Żółtą Ścianą (Žltá stena), którą to od partii szczytowych oddziela Przełączka pod Żółtą Ścianą.
Pośrednia Grań wznosi się nad dwiema dolinami: Doliną Staroleśną na południowym zachodzie i Doliną Małej Zimnej Wody na północnym wschodzie. Są one oddzielone Zimnowodzką Granią (Prostredný hrebeň). Jest to długi (ok. 2,5 km) grzbiet biegnący od głównego wierzchołka Pośredniej Grani na południowy wschód. Wznoszą się w nim kolejno: Ciemniasta Turnia, Kościoły (Kostoly) i Rywociny (Oštepy).
Na Pośrednią Grań nie prowadzi żaden szlak turystyczny, możliwe jest jednak wejście dla wprawnych turystów w towarzystwie uprawnionego przewodnika.
Nazwa pochodzi od położenia szczytu pomiędzy dwiema gałęziami Doliny Zimnej Wody.
Jako pierwsi weszli na szczyt Paul Schwartz, Ödön Téry, Samuel Horvay oraz Johann Still 11 sierpnia 1876 roku. Pierwsze wejście zimowe miało miejsce 2 kwietnia 1904 r., dokonali go Károly Jordán, J. Lackner (lub Lakner), József Szelke, Johann Breuer i Paul Spitzkopf (senior).

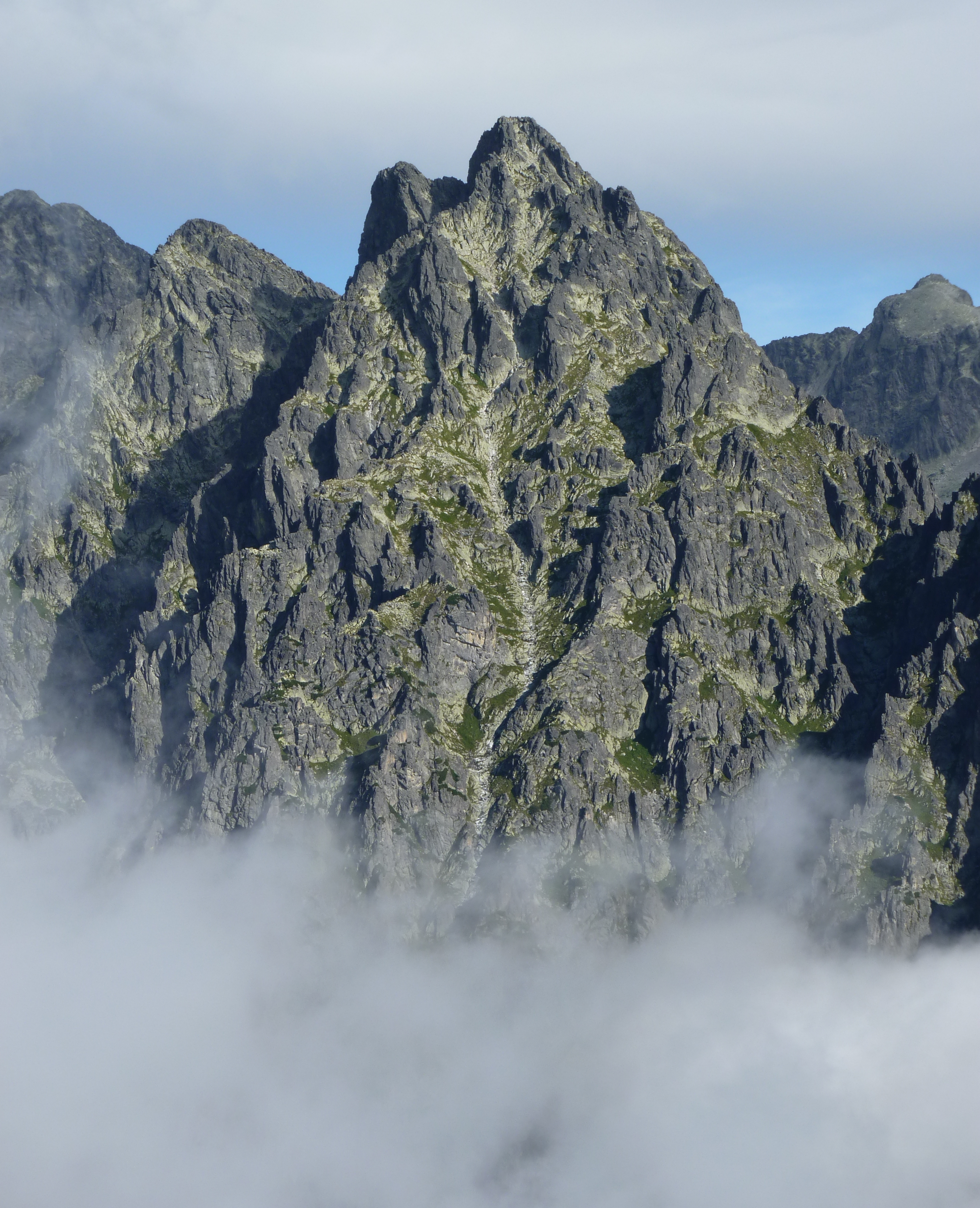
Pośrednia Grań
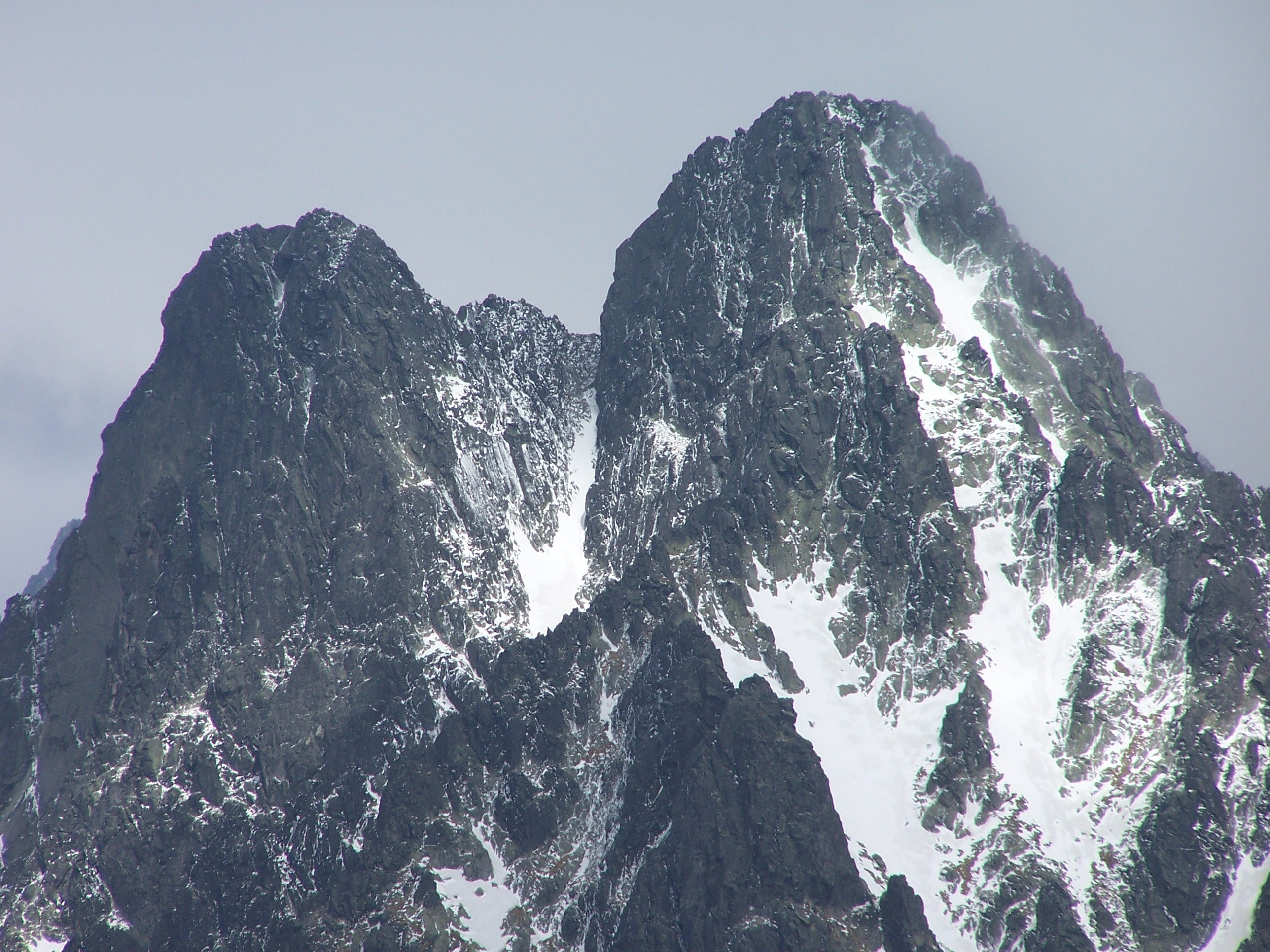
Szczyty Pośredniej Grani, widok ze Sławkowskiego Szczytu
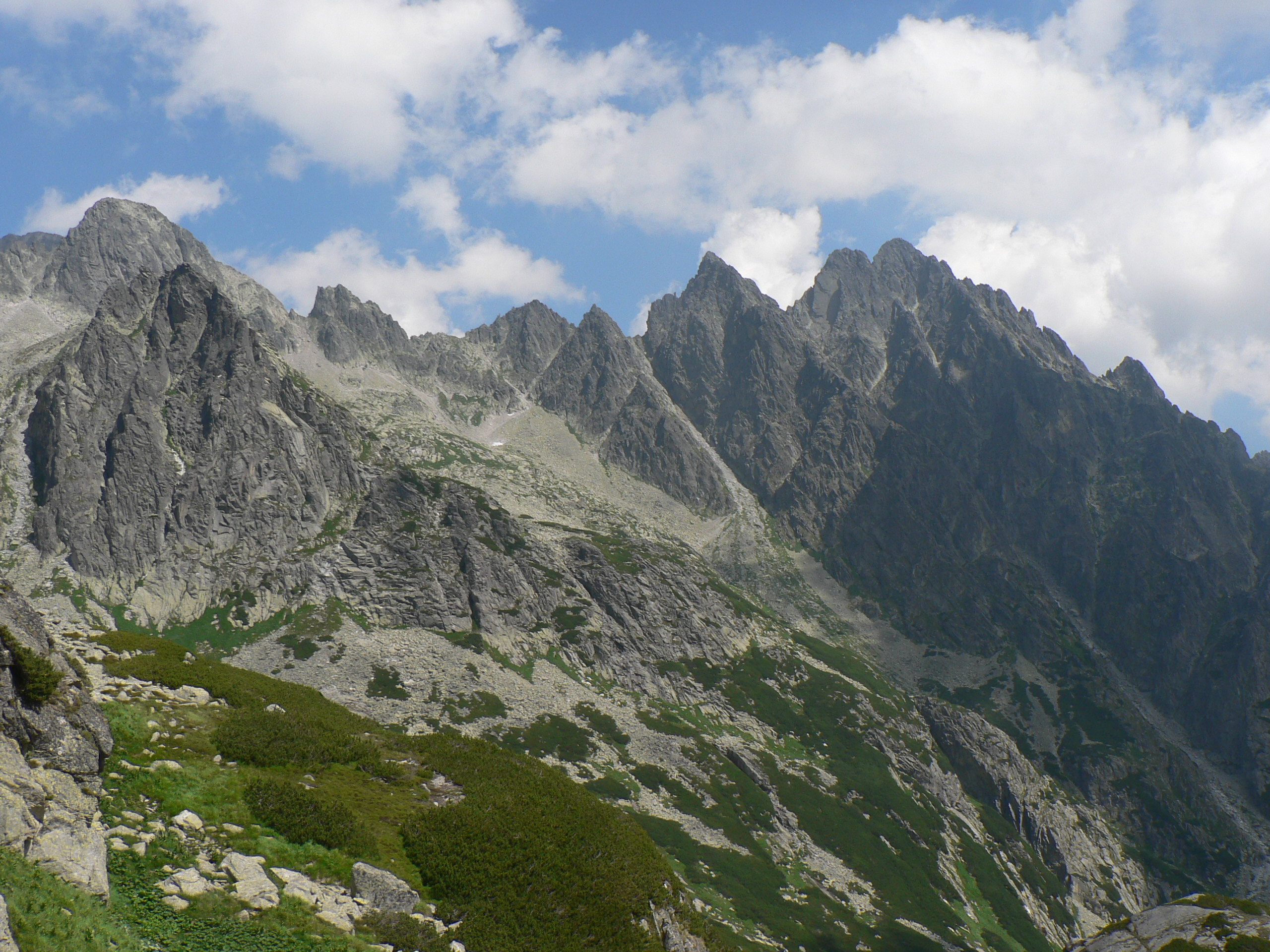
Odcinek grani od Małego Lodowego Szczytu do Pośredniej Grani

Pośrednia Grań należy do Wielkiej Korony Tatr.